# Hormisdas Magnan
Joseph-Édouard Hormisdas Magnan, né le 25 février 1861 à Sainte-Ursule en Mauricie en 1861 et décédé le 10 juillet 1935 à Québec, est un auteur canadien-français qui fut Jésuite de 1884 à 1895.
Il fait des études classiques au collège de Nicolet de 1875 à 1883, puis il devient Jésuite de 1884 à 1895. À partir de 1889, il est chargé de la classification de la bibliothèque des Jésuites au collège Sainte-Marie. À la suite d'ennuis de santé, il quitte les Jésuites en 1895 et ira se reposer pendant un an à La Malbaie.
En 1897 et 1898, il fait un stage à l'école normale Laval de Québec puis devient secrétaire de la rédaction au journal L'Enseignement primaire. Par la suite, il travaille en journalisme pour Le Soleil de 1902 à 1904, Le Progrès du Saguenay de 1904 à 1907 et L'Action catholique de 1907 à 1910.
En 1911, il est engagé au ministère de la Colonisation, des Mines et des Pêcheries; il est responsable de la publicité.
Il rédige de nombreux ouvrages, dont 
- Notes historiques sur la banlieue de Québec (1915),
- Histoires de Saint-Nicolas et de la famille Pâquet (1918),
- Dictionnaire historique et géographique des paroisses, missions et municipalités de la Province de Québec (1925)
- La vie et les œuvres de Charles Huot, artiste-peintre (1932)
- ... et plusieurs brochures sur la colonisation.

Il collabore au Bulletin des recherches historiques et à la revue Le terroir. 
Il a été directeur du Bulletin de géographie de Québec et membre de la Société historique de Montréal.